# 아폴로 가이던스 컴퓨터

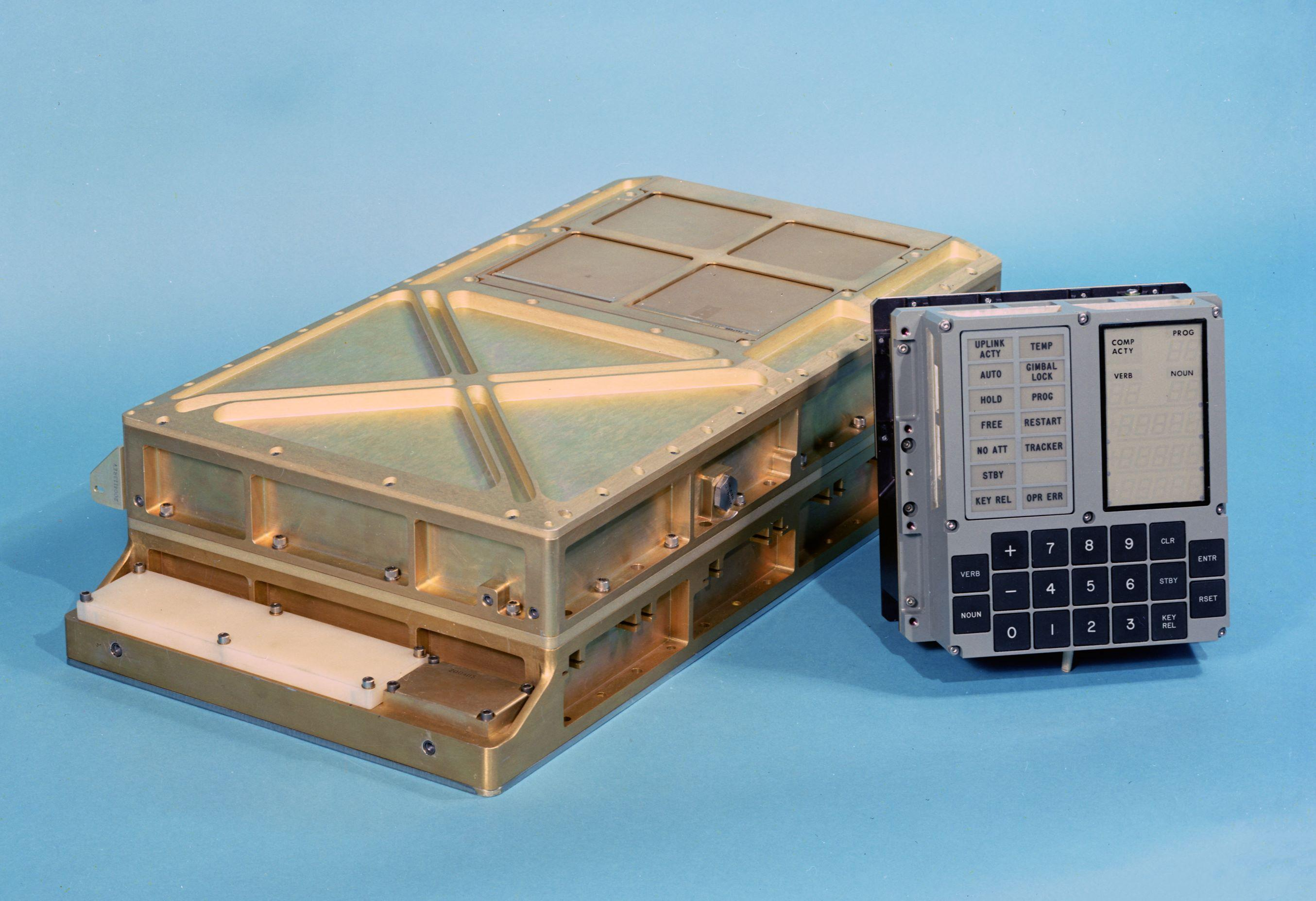
아폴로 가이던스 컴퓨터와 DSKY

아폴로 가이던스 컴퓨터(Apollo Guidance Computer, AGC)는 아폴로 사령기계선(CM)과 아폴로 달 착륙선(LM)에 장착된 아폴로 계획용으로 제작된 디지털 컴퓨터이다. AGC는 우주선의 안내, 탐색 및 제어를 위한 계산 및 전자 인터페이스를 제공했다. AGC는 실리콘 집적 회로를 기반으로 한 최초의 컴퓨터였다. 컴퓨터의 성능은 애플 II, TRS-80, 코모도어 PET 등 1970년대 후반의 1세대 가정용 컴퓨터와 비슷했다.
AGC의 워드 (컴퓨팅) 길이는 16비트이며 데이터 비트는 15개, 패리티 비트는 1개이다. AGC의 소프트웨어 대부분은 코어 로프 메모리라고 하는 특수 읽기 전용 메모리에 저장된다. 이 메모리는 자기 코어를 통과하고 그 주위에 와이어를 엮는 방식으로 만들어지지만 소량의 읽기/쓰기 코어 메모리도 사용할 수 있다.
우주 비행사는 DSKY("디스플레이 및 키보드", "display and keyboard", "DIS-kee"로 발음)라는 숫자 디스플레이와 키보드를 사용하여 AGC와 통신했다. AGC와 DSKY 사용자 인터페이스는 1960년대 초 MIT 계측 연구소에서 아폴로 계획을 위해 개발되었으며 1966년에 처음 비행했다.